# Astiphromma buccatum
Astiphromma buccatum là một loài tò vò trong họ Ichneumonidae.